# Dagobert Soergel
Dagobert Soergel (Friburg de Brisgòvia, Alemanya, 7 de gener de 1940) és un gestor d'informació i documentalista científic alemany. Les seves contribucions en el camp de la Informació i Documentació se centren en els tesaurus.

## Biografia
Soergel va néixer a Friburg, Alemanya. Va estudiar matemàtiques i física a la Universitat de Friburg, arribant a obtenir el certificat de mestre en ambdues matèries el 1967. No obstant això, la seva vida laboral és aliena a aquestes matèries, desenvolupant tasques de documentació en diferents organismes de la seva ciutat, on analitzava informació relativa al desenvolupament de la comunitat internacional i política científica. Entre 1967 i 1971 va ocupar les direccions de diferents centres de documentació, entre elles, la Foundation Science and Politics a Ebenhausen. El 1970 va obtenir el títol de doctor amb una tesi que uneix les matemàtiques amb la Representació del coneixement.
Dagobert Soergel va viatjar al College of Library and Information Service de la Universitat de Maryland (EUA) com a alumne convidat el 1970 i va aconseguir un lloc com a professor associat l'any següent i professor titular el 1976. Posteriorment, ha donat classes en diferents universitats dels Estats Units, Canadà i Alemanya.
Ha realitzat diferent projectes sobre tesaurus i sistemes d'informació per a institucions internacionals com la Biblioteca Nacional de Suïssa, el Banc Mundial o l'Escola de Negocis Harvard. També ha treballat com a consultor per a diferents organitzacions.
Actualment, és membre del consell de revistes científiques, com Knowledge Organization o Review of Information Service; i assessor en altres com Journal of the American Society of Information Science and Technology.

## Recerques en tesaurus
Dagobert Soergel ha centrat les seves recerques en l'estudi dels llenguatges documentals i la seva automatització, mostrant especial atenció al tesaurus. Per això, es va basar en una modelització matemàtica que proporcionava una base sòlida als llenguatges d'indexació per definir amb rigorositat els termes emprats com a classes, descriptors o relacions. Aquesta funció matemàtica sol derivar en teoria de conjunts.
Soergel va descriure el 1985 una base logico matemàtica general per a la construcció d'un sistema formal que distingeixi clarament entre el metallenguatge matemàtic (interpretació del model) i el llenguatge documental que representa (significat del model). A més, Soergel va aportar un lèxic i unes regles de formació d'expressions de les quals es dedueixen teoremes al nivell del metallenguatge matemàtic.
Va definir els llenguatges documentals o llenguatges d'indexació com un conjunt de descriptors, relacions i regles per a la formació d'expressions condensades del document original, amb la finalitat de reduir el volum de dades d'aquest document. Finalment, Soergel va distingir en els termes els no-descriptors que condueixen a termes descriptors.
Soergel ha treballat molt amb documentació biomèdica, especialment amb informació sobre drogues, donant com a fruit el primer tesaurus en aquesta matèria.

## Premis i obra publicada
Dagobert Soergel ha estat guardonat en diverses ocasions per l'American Society of Information Science and Technology (ASIST): l'any 1986 al millor llibre publicat en Informació i Documentació per Organizing Information; i el 1997 li va ser concedit el Premi ASIST al Mèrit Acadèmic. A més, pertany a nombroses organitzacions europees i americanes d'aquesta temàtica.
Soergel ha publicat nombrosos articles, i entre les seves obres destaquen:
- Classification system and thesauri: a guide to the construction of classification schemes and thesauri for use in documentation (1969).
- Indexing languages and thesauri: construction and maintenance (1974).
- Organizing Information: Principles of databases and retrieval systems (1985).